# Лантратовка (Сумская область)
Лантратовка (укр. Лантратівка) — село, 
Лантратовский сельский совет,
Ахтырский район,
Сумская область,
Украина.
Код КОАТУУ — 5920385401. Население по переписи 2001 года составляет 365 человек .
Является административным центром Лантратовского сельского совета, в который, кроме того, входят сёла
Духовничее и
Новопостроенное.

## Географическое положение
Село Лантратовка находится в 2-х км от истоков реки Грунь.
На расстоянии в 2 км расположено село Новопостроенное.
В селе несколько прудов.
К селу примыкает несколько небольших лесных массивов (дуб).
Через село проходит автомобильная дорога Т-1918.

## История
- Село известно с первой половины XVIII века.

## Экономика
- ЧП «Лан».

## Объекты социальной сферы
- Школа  І-ІІ ст.
- Дом культуры.
- Фельдшерско-акушерский пункт.